# Dalilah Muhammad
Dalilah Muhammad (født 7. februar 1990) er en amerikansk atlet, der konkurrerer i hækkeløb.
Hun repræsenterede USA under sommer-OL 2016 i Rio de Janeiro, hvor hun tog guld i 400 meter hækkeløb.